# Johanna Slagter-Dingsdag

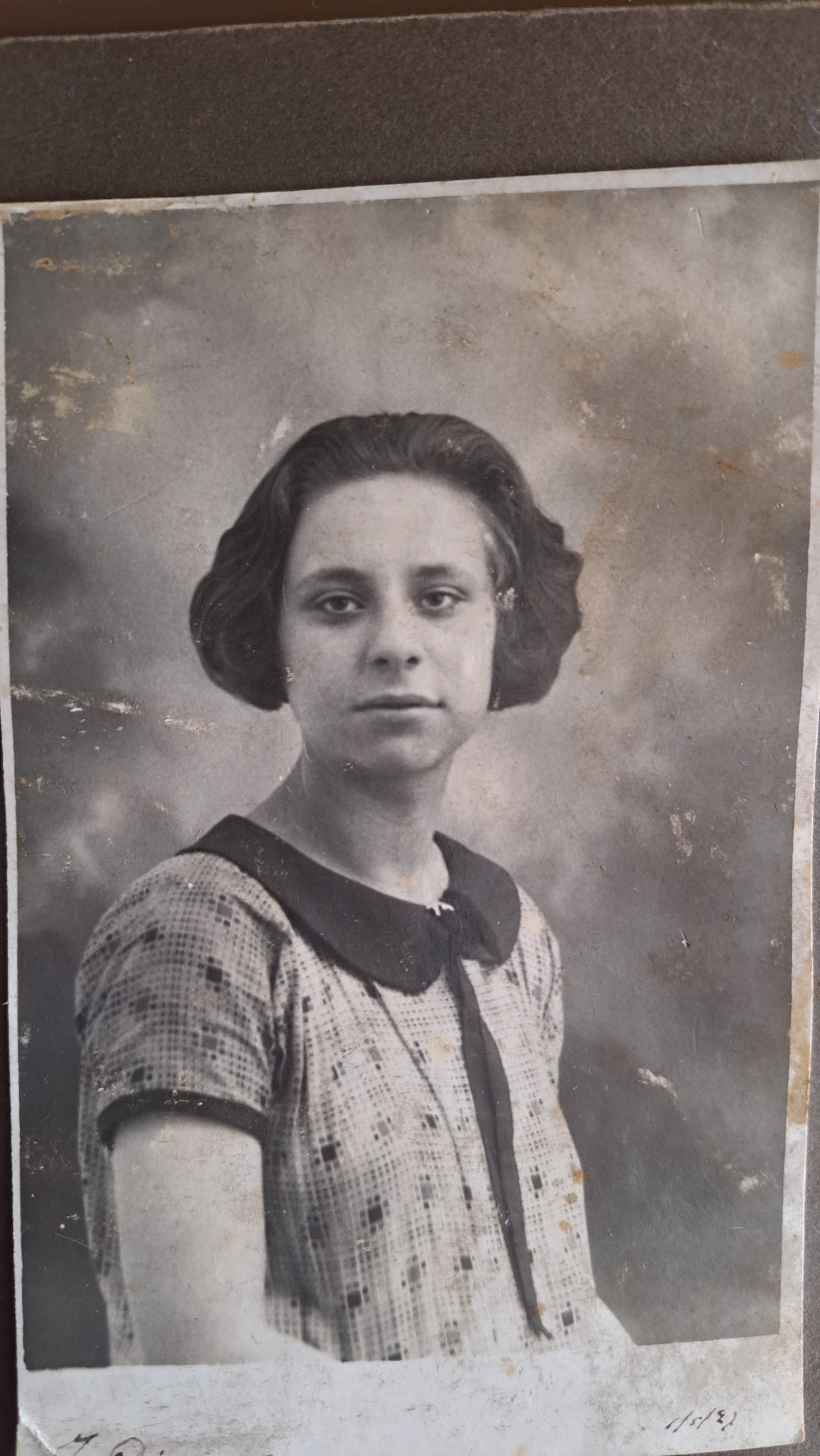
Johanna Slagter-Dingsdag, 1. Mai 1927

Johanna Slagter-Dingsdag (* 24. September 1908 in Amsterdam; † 28. Februar 1945 im KZ Auschwitz) war eine niederländische Widerstandskämpferin im Zweiten Weltkrieg.

## Leben
Johanna Dingsdag war jüdischer Abstammung und die älteste Tochter des Amsterdamer Diamantenschleifers Salomon Dingsdag (1889–1944) und von Saartje Bos (1889–1964). Sie wuchs mit ihren Geschwistern Johanna Jeannette (1910–1942), Catharina (1912–1943), Mina (1914–1977), Nathan (1916), Gerard (1919–1980), Jenny (1921–1943), Joseph (1922–2013) und Henriëtte (1932–2001) in Amsterdam auf. Ihr Vater war Kommunist. Mit 14 Jahren wurde Johanna Dingsdag sowohl Mitglied der Jongelieden Geheel-Onthouders Bond JGOB als auch des Antimilitaristischen Jugendverbandes und im Vrije Jeugd Verbond als Sekretärin aktiv. Im Februar 1932 wurde sie Mitglied der Communistische Partij van Nederland (CPN), wo sie zunächst als Schatzmeisterin für den Bezirk und später für eine Sektion fungierte.
Sie wurde Büroangestellte und verlobte sich am 1. Mai 1927 mit dem Metzger Joseph (Jos) Slagter (1907–1977), den sie 1928 heiratete. Aus dieser Ehe gingen vier Kinder hervor, Else Jeanne (1929–1991), Hans Salomon, Willy (1936–1991) und die Keramikerin Gerda Roodenburg-Slagter (* 1940). Die Familie wohnte in der Krugerstraat 7 in Amsterdam. Während des Krieges war Johanna Slagter im Widerstand engagiert und für die Kommunistische Partei der Niederlande, insbesondere für die Widerstandszeitung De Waarheid aktiv.
Am 30. März 1944 wurde das Ehepaar Slagter verhaftet, im Durchgangslager Westerbork inhaftiert und am 5. April 1944 nach Auschwitz deportiert. Als das Lager am 27. Januar 1945 befreit wurde, lebten beide noch. Johanna Slagter war zu schwach und starb einen Monat später im Alter von 36 Jahren. Die älteste Tochter Else Jeanne wurde im Herbst 1944 in Overijssel verhaftet, in das Gefängnis Zwolle gebracht und am 14. November 1944 zum Lager Westerbork deportiert. Nach der Befreiung des Lagers am 12. April 1945 durfte sie am 28. Juni nach Amsterdam zurückkehren und kümmerte sich um die jüngeren Geschwister. Johanna Slagter-Dingsdags Mann war ebenfalls nach Amsterdam zurückgekommen und war viele Jahre Vorsitzender des Nederlands Auschwitz Comité, einer Stiftung, die 1955 von einer Reihe von Überlebenden von Auschwitz-Birkenau gegründet wurde.
Von Johanna Slagter-Dingsdags Familie starb ihr Vater Salomon am 22. Mai 1944 im KZ Auschwitz, ihre Schwestern Johanna Jeannette am 31. Dezember 1942 in Amsterdam sowie Jenny am 2. Juli 1943 und Catharina am 16. Juli 1943 im Vernichtungslager Sobibor.

## Gedenken

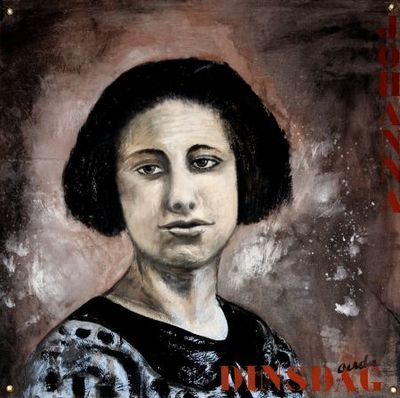
Porträt Johanna Slagter-Dingsdag, von Gerda Roodenburg-Slagter, 1985
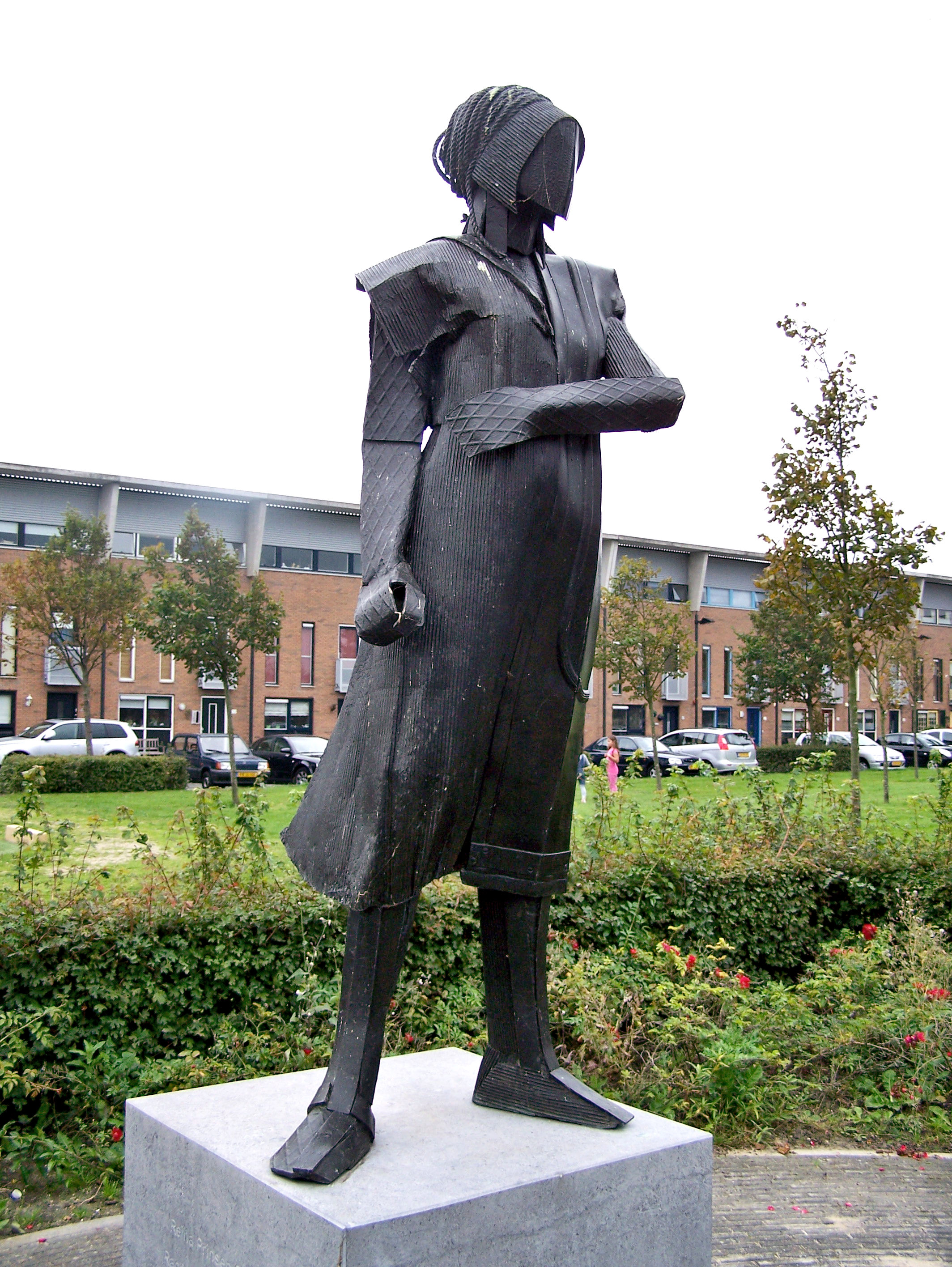
Mahnmal für die Frauen des Widerstands
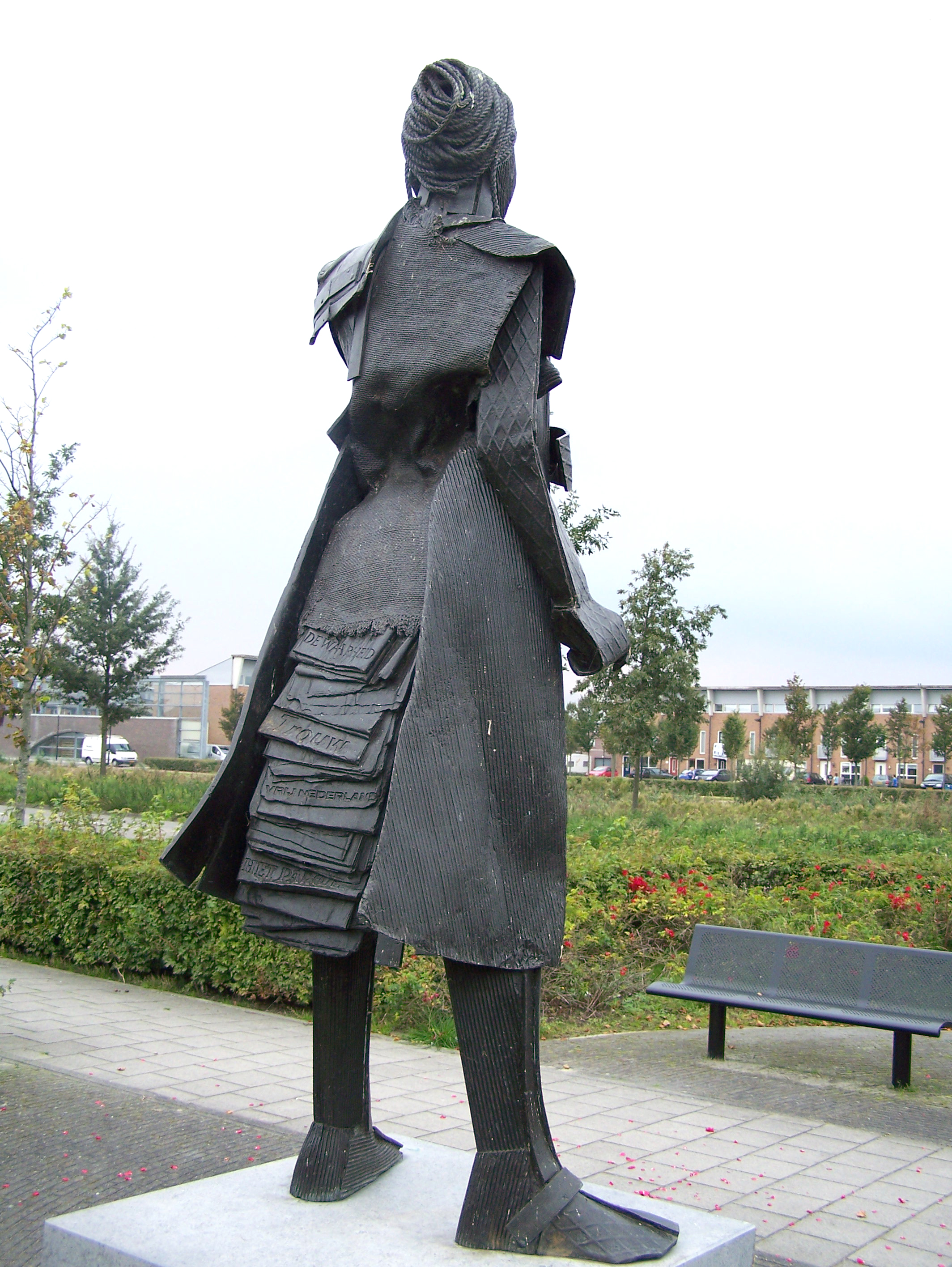
Rückseite des Mahnmals, mit einem Gedicht von Jan Campert

1985 beauftragte die Universiteit van Amsterdam das Vrouwen Kunst Kollektief (VKK) 21 Frauenporträts zu gestalten. In einem neuen Stadtteil von Heerhugowaard wurden 21 Straßen nach den Widerstandskämpferinnen benannt. Eine davon trägt den Namen von Johanna Slagter-Dingsdag. Das Porträt von Johanna Slagter-Dingsdag schuf ihre Tochter Gerda Roodenburg. Auf dem 1999 von der niederländischen Bildhauerin Elly Baltus gestalteten Mahnmal „Vrouwen uit het verzet“ für die Frauen des Widerstands ist ihr Name verzeichnet. Es befindet sich an der Ecke Oosttangent/Aletta Jacobstuin in Heerhugowaard. Die Bronzestatue der 1,85 Meter großen stehenden weiblichen Figur trägt ein Kleid, das aus einer alten Tür des Deportationszuges gefertigt wurde. An den Seiten des Sockels sind die Namen der 21 Frauen eingraviert, die in den Konzentrationslagern Ravensbrück und Auschwitz starben und auf dem Kleid sind die Namen der illegalen Widerstandszeitungen eingraviert, die während des Zweiten Weltkriegs mit der Hilfe von Frauen verteilt wurden.